# Dwars door het Hageland 2020
La 15.ª edición de la clásica ciclista Dwars door het Hageland fue una carrera en Bélgica que se celebró el 15 de agosto de 2020 con inicio en la ciudad Aarschot y final en la ciudad de Diest sobre un recorrido de 180 kilómetros.
La carrera formó parte del UCI ProSeries 2020, calendario ciclístico mundial de segunda división, dentro de la categoría UCI 1.Pro y fue ganada por el belga Jonas Rickaert del Alpecin-Fenix. Completaron el podio, como segundo y tercer clasificado respectivamente, el neerlandés Nils Eekhoff del Sunweb y el también belga, y compañero de equipo del vencedor, Gianni Vermeersch.

## Equipos participantes
Tomaron parte en la carrera 17 equipos: 4 de categoría UCI WorldTeam invitados por la organización, 8 de categoría UCI ProTeam y 5 de categoría Continental. Formaron así un pelotón de 117 ciclistas de los que acabaron 59. Los equipos participantes fueron:
| WorldTeams (4)- Deceuninck-Quick Step - Jumbo-Visma - Team Sunweb - Trek-Segafredo ProTeams (8)- Alpecin-Fenix - Bingoal-Wallonie Bruxelles - Circus-Wanty Gobert - Sport Vlaanderen-Baloise - B&B Hotels-Vital Concept p/b KTM - Arkéa-Samsic - Riwal Readynez - Total Direct Énergie Equipos continentales (5)- Pauwels Sauzen-Bingoal - Tarteletto-Isorex - Telenet Baloise Lions - BEAT Cycling Club - À Bloc CT |
| |

## Clasificación final
- Las clasificaciones finalizaron de la siguiente forma:[4]

| \| Clasificación general \| Clasificación general \| Clasificación general \| Clasificación general \| Clasificación general \| \| Ciclista \| Ciclista \| Equipo \| Tiempo \| \| \| --------------------- \| --------------------- \| -------------------------------- \| --------------------- \| --------------------- \| \| 1.º \| Jonas Rickaert \| Alpecin-Fenix \| 4 h 20 min 20 s \| \| \| 2.º \| Nils Eekhoff \| Team Sunweb \| + 7 s \| \| \| 3.º \| Gianni Vermeersch \| Alpecin-Fenix \| + 16 s \| \| \| 4.º \| Florian Sénéchal \| Deceuninck-Quick Step \| + 16 s \| \| \| 5.º \| Tim Merlier \| Alpecin-Fenix \| + 16 s \| \| \| 6.º \| Benjamin Declercq \| Arkéa-Samsic \| + 23 s \| \| \| 7.º \| Timo Roosen \| Jumbo-Visma \| + 23 s \| \| \| 8.º \| Bert-Jan Lindeman \| Jumbo-Visma \| + 25 s \| \| \| 9.º \| Toon Aerts \| Telenet-Baloise Lions \| + 26 s \| \| \| 10.º \| Bert De Backer \| B&B Hotels-Vital Concept p/b KTM \| + 26 s \| \| |                   |                                  |                 |
| |                   |                                  |                 |
| Fuente: ProCyclingStats |                   |                                  |                 |
| Clasificación general |                   |                                  |                 |
| Ciclista | Ciclista          | Equipo                           | Tiempo          |
| 1.º | Jonas Rickaert    | Alpecin-Fenix                    | 4 h 20 min 20 s |
| 2.º | Nils Eekhoff      | Team Sunweb                      | + 7 s           |
| 3.º | Gianni Vermeersch | Alpecin-Fenix                    | + 16 s          |
| 4.º | Florian Sénéchal  | Deceuninck-Quick Step            | + 16 s          |
| 5.º | Tim Merlier       | Alpecin-Fenix                    | + 16 s          |
| 6.º | Benjamin Declercq | Arkéa-Samsic                     | + 23 s          |
| 7.º | Timo Roosen       | Jumbo-Visma                      | + 23 s          |
| 8.º | Bert-Jan Lindeman | Jumbo-Visma                      | + 25 s          |
| 9.º | Toon Aerts        | Telenet-Baloise Lions            | + 26 s          |
| 10.º | Bert De Backer    | B&B Hotels-Vital Concept p/b KTM | + 26 s          |

## UCI World Ranking
La Dwars door het Hageland otorgó puntos para el UCI World Ranking para corredores de los equipos en las categorías UCI WorldTeam, UCI ProTeam y Continental. Las siguientes tablas son el baremo de puntuación y los 10 corredores que obtuvieron más puntos:
| Posición              | 1.º | 2.º | 3.º | 4.º | 5.º | 6.º | 7.º | 8.º | 9.º | 10.º | 11.º | 12.º | 13.º | 14.º | 15.º | 16.º-30.º | 31.º-40.º |
| Clasificación general | 200 | 150 | 125 | 100 | 85  | 70  | 60  | 50  | 40  | 35   | 30   | 25   | 20   | 15   | 10   | 5         | 3         |

| Clasificación |                   |                                  |         |
| Posición      | Ciclista          | Equipo                           | General |
| ------------- | ----------------- | -------------------------------- | ------- |
| 1.º           | Jonas Rickaert    | Alpecin-Fenix                    | 200     |
| 2.º           | Nils Eekhoff      | Sunweb                           | 150     |
| 3.º           | Gianni Vermeersch | Alpecin-Fenix                    | 125     |
| 4.º           | Florian Sénéchal  | Deceuninck-Quick Step            | 100     |
| 5.º           | Tim Merlier       | Alpecin-Fenix                    | 85      |
| 6.º           | Benjamin Declercq | Arkéa Samsic                     | 70      |
| 7.º           | Timo Roosen       | Jumbo-Visma                      | 60      |
| 8.º           | Bert-Jan Lindeman | Jumbo-Visma                      | 50      |
| 9.º           | Toon Aerts        | Telenet Baloise Lions            | 40      |
| 10.º          | Bert De Backer    | B&B Hotels-Vital Concept p/b KTM | 35      |